# Фурсес
Фурсе́с (фр. Fourcès) — коммуна во Франции, находится в регионе Юг — Пиренеи. Департамент — Жер. Входит в состав кантона Монреаль. Округ коммуны — Кондом.
Входит в список «Самых красивых деревень Франции». Код INSEE коммуны — 32133.

## География

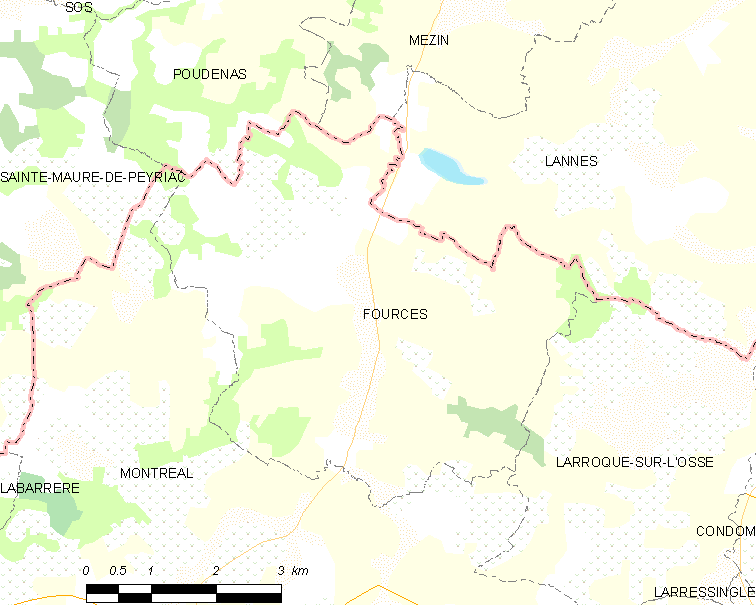
Карта коммуны

Коммуна расположена приблизительно в 570 км к югу от Парижа, в 110 км северо-западнее Тулузы, в 50 км к северо-западу от Оша.
По территории коммуны протекает река Озу.

## Климат
Климат умеренно-океанический. Лето жаркое и немного дождливое, температура часто превышает 35 °С. Зимой часто бывает отрицательная температура и ночные заморозки. Годовое количество осадков — 700—900 мм.

## Население
Население коммуны на 2010 год составляло 279 человек.
| 1962 | 1968 | 1975 | 1982 | 1990 | 1999 | 2010 |
| ---- | ---- | ---- | ---- | ---- | ---- | ---- |
| 532  | 468  | 372  | 356  | 324  | 277  | 279  |

## Администрация
| Период | Период | Фамилия       | Партия                              | Примечания |
| ------ | ------ | ------------- | ----------------------------------- | ---------- |
| 1983   | 2001   | Пьер Эскерре  | Французская коммунистическая партия |            |
| 2001   | 2020   | Даниэль Белло |                                     |            |

## Экономика
В 2010 году среди 156 человек трудоспособного возраста (15-64 лет) 106 были экономически активными, 50 — неактивными (показатель активности — 67,9 %, в 1999 году было 63,9 %). Из 106 активных жителей работали 97 человек (54 мужчины и 43 женщины), безработных было 9 (2 мужчин и 7 женщин). Среди 50 неактивных 1 человек был учеником или студентом, 37 — пенсионерами, 12 были неактивными по другим причинам.

## Достопримечательности
- Старые городские ворота (XIV век). Исторический памятник с 1937 года[4]
- Башня Орлож (XIII век)
- Замок XV века
- Средневековая церковь Св. Лаврентия
- Церковь Св. Квитерия

## Фотогалерея

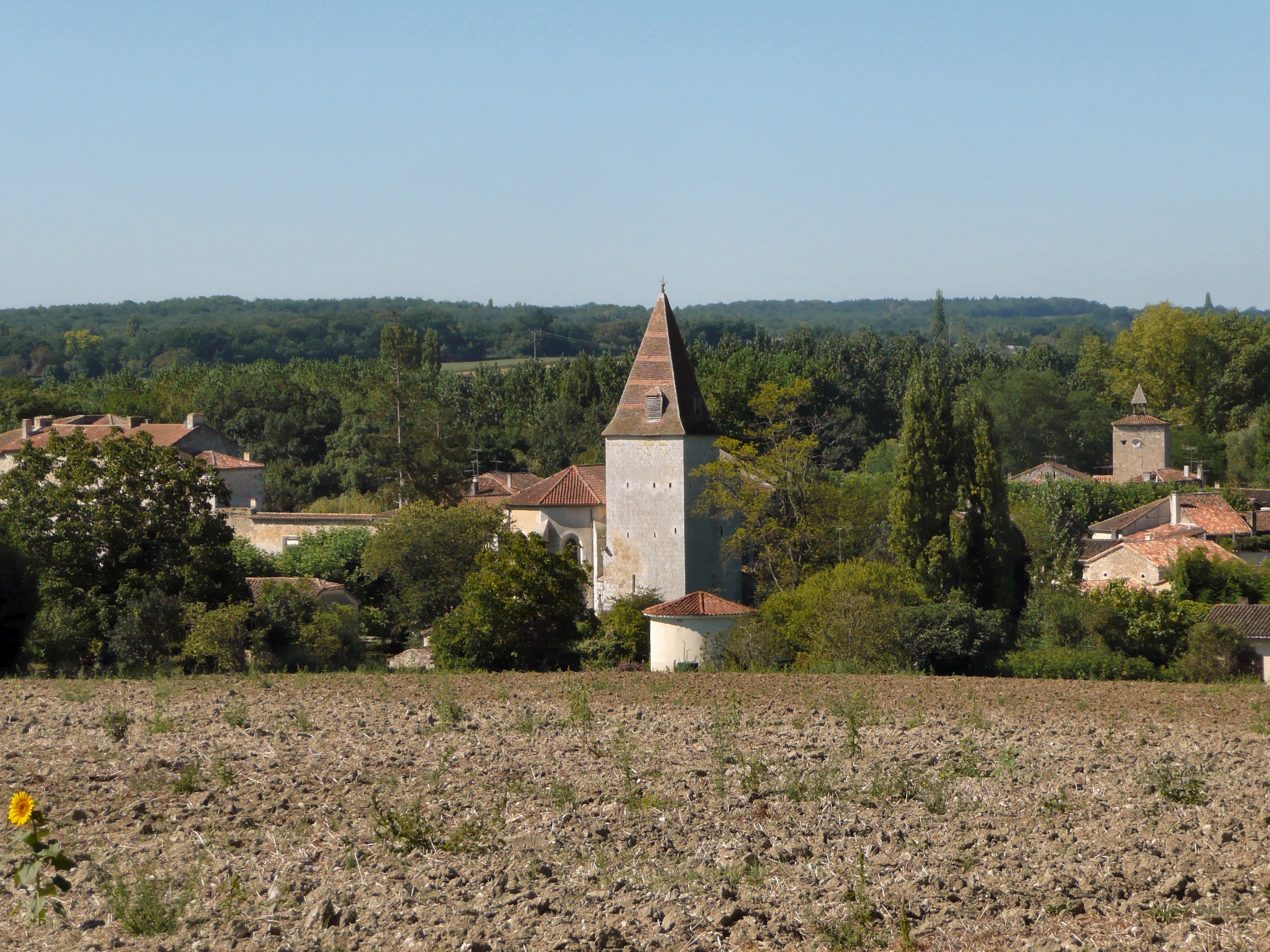
Фурсес
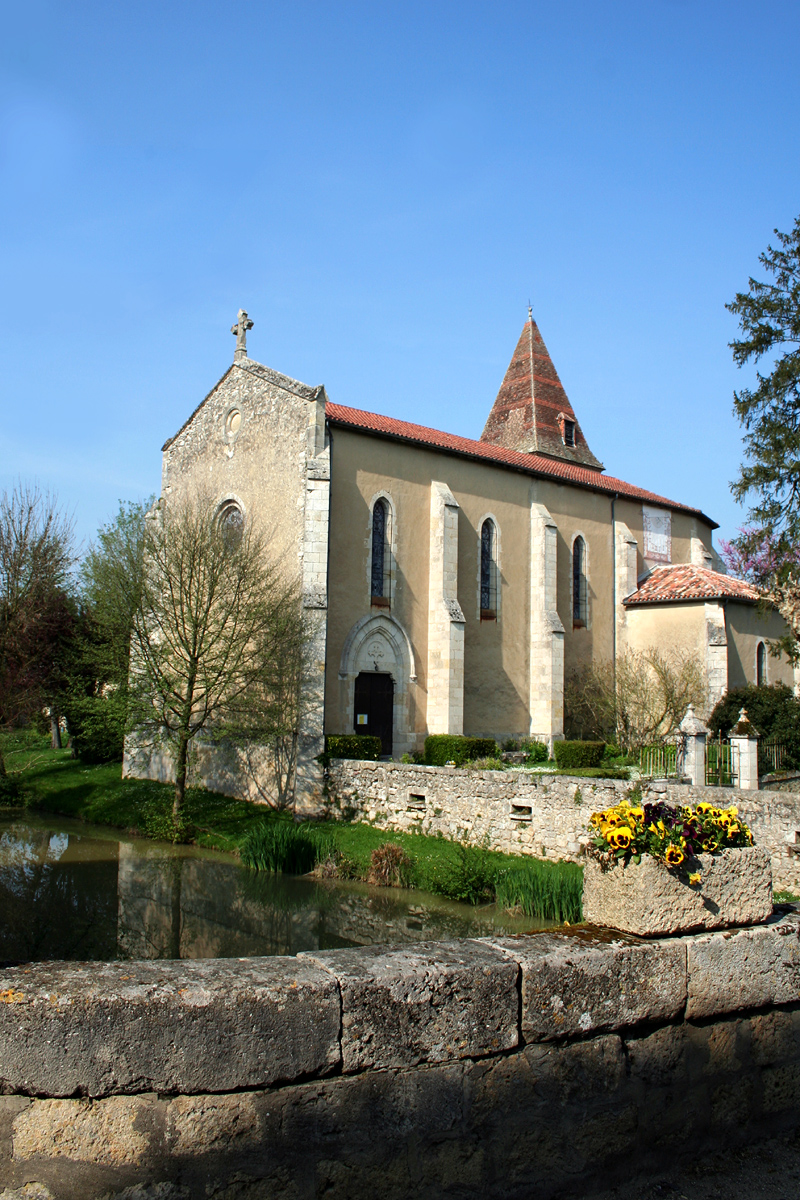
Церковь Св. Лаврентия
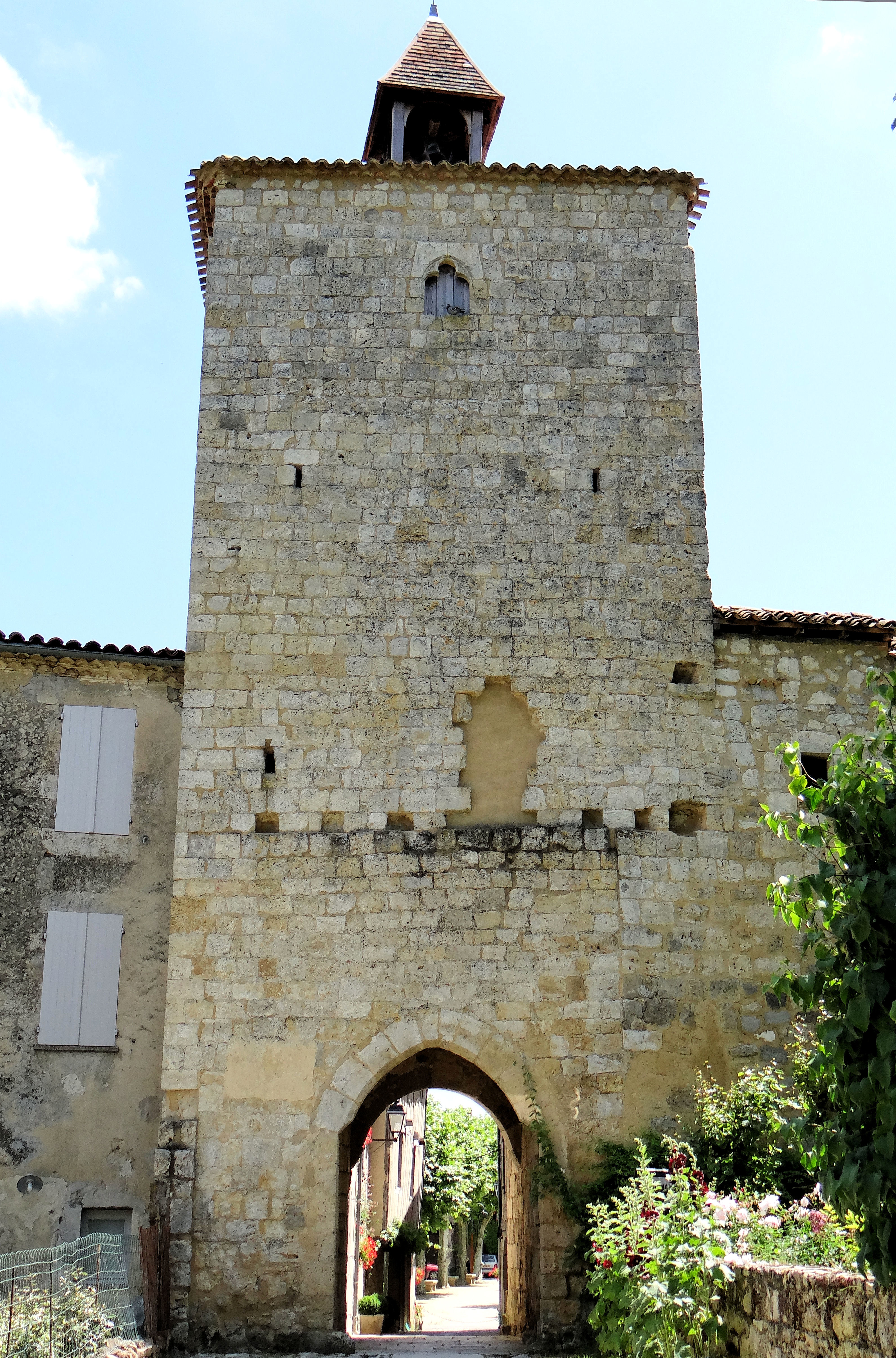
Городские ворота
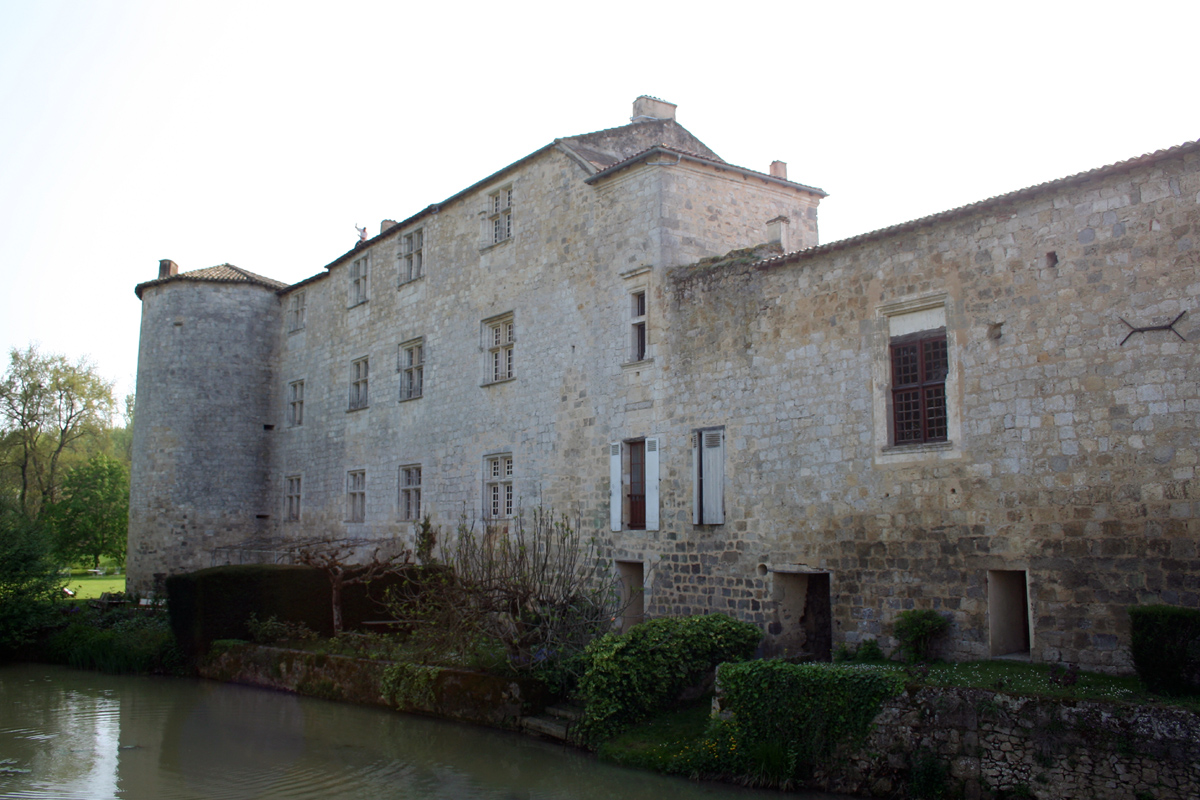
Замок
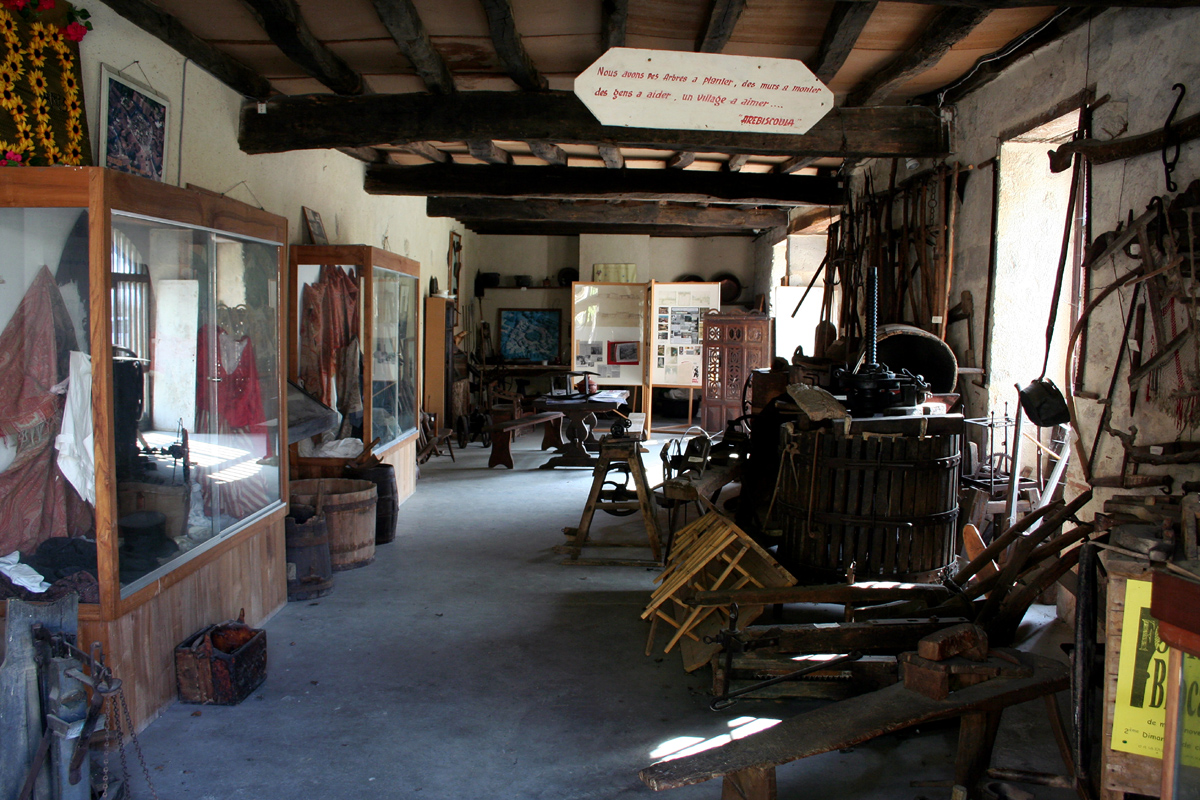
Музей
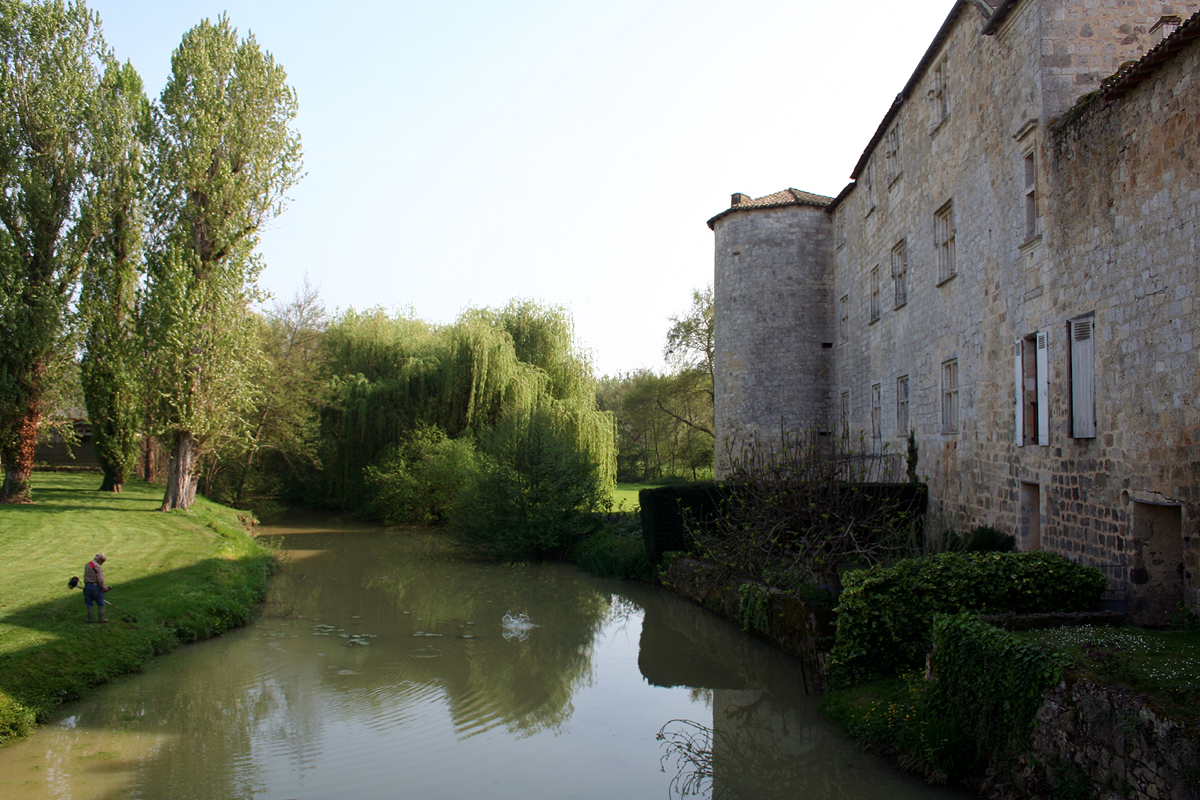
Река Озу